# Schandpaal (Berg)
De Schandpaal is een monument in de tot de Vlaams-Brabantse gemeente Kampenhout behorende plaats Berg, die zich bevindt in de Bergstraat. De schandpaal stamt uit de 18e eeuw en kwam in 1904 weer aan het licht bij graafwerkzaamheden. Hij werd heropgericht in de tuin van een nabijgelegen woning om in 1971 nabij de kerk geplaatst te worden.
De vierkante paal draagt het wapen van de familie Van Steelant.